# أبو تبابير
أبو تبابير قرية في ناحية جب الجراح التابعة لمنطقة المخرم في محافظة حمص في سورية.